# Prémio Revelação de Poesia APE/IPLB
O Prémio Revelação de Poesia APE é um prémio literário instituído pela Associação Portuguesa de Escritores. Desde 2005 é designado por Prémio Revelação de Poesia APE/IPLB, com o patrocínio da Babel.
O prémio consiste na publicação da obra, assim como o pagamento dos direitos de autor das obras vencedoras.
O prémio é atribuído à melhor obra inédita de autores que nunca publicaram nenhuma obra na modalidade de Poesia, desde 1978 (com interrupções). 

## Vencedores
- 1978 – Luís Miguel Nava com Películas
- 1979 – José Vitorino de Sousa Bartolomeu com Simbioses
- 1980 – José do Carmo Francisco com Iniciais; Raul Malaquias Marques com Vinte versões
- 1981 – Fernando Luís Sampaio com Conspirador Celeste
- 1982 – Luís Filipe Rodrigues com Dizer de véspera
- 1983 – Paulo Dias Teixeira com Epos; Margarida Lisboa com O Lago
- 1984 – Carlos Poças Falcão com O número perfeito; Laureano Silveira com Os Caprichos
- 1986 – Luís Alves da Costa com Fragmentos Musicais; Avelino José Costa de Sousa com Nostalgia
- 1987 – José Alberto Mar com O Triângulo de Ouro
- 1988 – Graça Pires com Poemas
- 1990 – Nicolau Saião com Os Objectos Inquietantes
- 1991 – Firmino Mendes com Ilha sobre ilha
- 1995 – Sandra Augusto França com Estações; Teresa Zilhão com Novo Palco; António José Coutinho com O Aquário Verde dos Dias
- 1997 – Daniel Gonçalves com A respiração dos gestos; Rui Ventura com Arquitectura do silêncio; Henrique Ruivo com Branco Azul Ocre
- 1999 – António Gil com A Céu Aberto; Gonçalo M. Tavares com Investigações. Novalis; Paulo Ferreira Borges com Para Tentear a Desmesura
- 2001 – Francisco Alvarez Pamplona com Apocalipse breve; António Loja Neves com Barcos, íntimas marcas; Fernando Correia Pina com O Lugar do homem
- 2004 – Ana Paula Pinto com O Pólen do Silêncio
- 2010 – Helena Carvalho com Geometrias do desejo